# TV Capital (Fortaleza)
TV Capital é uma emissora de televisão brasileira sediada em Fortaleza, capital do estado do Ceará. Opera no canal 9 (41 UHF digital) e pertence ao empresário Anselmo Mororó. Anteriormente foi nomeado Canal 54 Fortaleza por ter operado no canal 54 UHF analógico até 2017, quando migrou para o sinal digital.

## História
O canal foi outorgado em 20 de dezembro de 1989, através de uma concessão de Canal de Serviço Especial de Televisão por Assinatura (TVA). A iniciativa de criação se deu após seu fundador, Anselmo Mororó, ter contato com o conceito de TV por assinatura e a tecnologia do Multipoint Distribution Service (MDS) para distribuição de sinais utilizando a faixa do SHF (Super high frequency), ao estudar Marketing nos Estados Unidos. Chegando ao Brasil, por achar que a TV aberta estava com falta de diversidade na programação, Anselmo fez uma transmissão experimental de TV em circuito fechado, a partir de um aparelho de videocassete, exibindo filmes de forma amadora para amigos. Com o interesse das pessoas pela transmissão, Mororó decidiu transformar a iniciativa em um projeto empresarial. Mororó procurou o então senador cearense José Lins de Albuquerque para ter acesso a uma licença de uso do espectro MDS junto ao Ministério das Comunicações. A autorização saiu em setembro de 1989, junto com a da família Lins de Albuquerque que também solicitou usar o mesmo espectro para lançar a TV Filme. Mororó fundou a TV Show em 1991, numa parceria com a United International Holdings (UIH), onde o empresário cearense possuía 60% das ações e a holding americana, 40%. Entretanto, em 1997, desentendimentos entre as duas partes provocaram disputas entre o controle total da empresa. Em setembro de 1998, a Anatel decidiu que a UIH poderia assumir o controle da TV Show. Em meados de 2000, o controle da operação é repassado ao grupo americano.
A transmissão em TV aberta iniciou em 1992, quando passou a fazer retransmissão de redes de televisão no canal 54 UHF analógico, como a MTV Brasil, a TV Meio Norte (na época afiliada ao SBT, na qual a retransmissora de Fortaleza mesclava os programas da mesma com os da CNT), a TV Canção Nova e a RIT, sendo que a aflição com a última durou até 2009. Logo após, a emissora passou a retransmitir a programação da Rede Mundial, através da Rede 21, em parceria com o apóstolo Valdemiro Santiago. A parceria com a Rede Mundial durou até meados de maio de 2013, quando Santiago desfez o contrato de retransmissão e o canal passou a investir em programação própria no mesmo estilo da rede anterior.
Após a fundação da Igreja Santuário do Poder de Deus por Anselmo Mororó e sua esposa, Eugênia, a emissora passou a ser identificada oficialmente como Canal 54 Fortaleza e sua grade passou a contar com informes comerciais, um telejornal intitulado Jornal 54 e o programa O Poder de Deus com Eugênia. Em novembro de 2013, o canal passou a retransmitir a programação da Rede Super, durando até janeiro de 2014. No mesmo mês, passaram a exibir parte da programação da TV SomZoom, de propriedade da Rede SomZoom Sat. Posteriormente, encerraram a produção de programação local e voltaram a retransmitir a programação da Rede Mundial, onde permaneceu até 3 de outubro de 2016. Desde essa data, o canal passou a dedicar parte de sua programação para transmissão das produções da Igreja Universal de Fortaleza.
Em 15 de março de 2017, passou a operar somente em sinal digital, sendo sintonizada no canal 41 UHF (9.1 virtual). Foi a primeira geradora de Fortaleza a fazer a transição do sinal analógico para o digital. Em agosto, muda seu nome para TV Capital, e em novembro, estreia sua nova identidade visual.

## Programas

Logotipo utilizado enquanto se chamava Canal 54 Fortaleza

Apesar de existir desde 1992, o canal só passou a investir em produções próprias em 2012, enquanto retransmitia a programação da Rede 21, num acordo de locação com a Igreja Mundial do Poder de Deus para receber o sinal da Rede Mundial. A programação própria durou até 2014, quando passou a retransmitir integralmente a Rede Mundial até outubro de 2016, quando passa a transmitir as produções locais da Igreja Universal do Reino de Deus. A produção foi retomada num curto período do segundo semestre de 2016.
Em 2017, o bispo da Igreja Universal e deputado federal Ronaldo Martins, do Partido Republicano Brasileiro, assinou contrato com a emissora e estreou o programa policial Plantão da Cidade, juntamente com o repórter Ramon Gomes, que foi exibido entre 3 de julho de 2017 e 11 de maio de 2018. Em 8 de abril de 2019, o jornalista Alfredo Marques estreia na TV Capital apresentando o Alfredo Marques Em Questão. O programa é descontinuado meses depois.
Em 2021, a emissora estreia o Anselmo Mororó Show, um programa de debates comandado por seu proprietário. No mesmo período, a grade é preenchida por vídeos institucionais e sorteios da Loteria Show, outro empreendimento de Anselmo Mororó. Em junho de 2021, passa a ser veiculado o programa independente Netmotors.
Programas exibidos entre 2012 e 2014
- Jornal 54[17][18]
- O Poder de Deus com Eugênia
- Programa Anselmo Mororó[19]
- Reflexões com Anselmo Mororó